# Схолтен, Тедди
Тедди Схолтен (нидерл. Teddy Scholten, урожд. ван Звитерен, нидерл. van Zwieteren; 11 мая 1926, Рейсвейк, Нидерланды — 8 апреля 2010, там же) — нидерландская певица, победитель конкурса песни Евровидение 1959 года с композицией «Een beetje».
Певческую карьеру начала в 1940-е годы в составе дуэта Scholten & Van ’t Zelfde. С 1945 года работала с Хенком Схолтеном, за которого певица через год вышла замуж.
В 1959 году победила на конкурсе Евровидение, набрав 21 балл и опередив исполнителей из Великобритании и Франции. После конкурса записала варианты своей победной песни на немецком, французском, шведском, итальянском языках, которые достигли 4-го места в нидерландском и 11-го — в итальянском чартах.
Позже записала несколько альбомов, в том числе, с известными детскими песнями, а также участвовала в телевизионных проектах.